# نظام‌الدین مهدوی امیری
نظام‌الدین مهدوی امیری (متولد ۱۳۳۱) پژوهشگر ایرانی و استاد دانشکده ریاضی دانشگاه صنعتی شریف است. او در سال ۱۳۹۳ به‌عنوان استاد ممتاز انتخاب شد.
رئیس انجمن ایرانی تحقیق در عملیات و سردبیر مجله ای دانشگاهی در این زمینه هستند.
موضوعات اصلی تحقیق و تدریس ایشان با محوریت تحقیق در عملیات، شامل؛ بهینه سازی غیرخطی (مقید، غیر مقید، کوادراتیک شبه-نیوتونی، محدب)، بهینه سازی خطی، بهینه‌سازی غیرهموار (ناهموار)، جبر خطی عددی (محاسبات ماتریسی)، و کلاً گستره‌ای از محاسبات عددی و ریاضیات کاربردی است.
دستاوردهای ایشان، شامل توسعه و ارائه متدها و الگوریتم‌های محاسباتی عددی و کاربردشان در موضوعاتی از قبیل سیستمهای فازی خطی، مسائل تصمیم گیری، مسائل حوزه‌های مختلف مهندسی، صنایع، و مدیریت است.
ایشان بعد از هشت سال تدریس در دانشگاه یورک کانادا، در ۱۳۶۹ به دانشکده ریاضی دانشگاه شریف پیوست.
در حوزه های نام برده شده، اساتید هیأت علمی متعدی از دانشگاهای ایران و جهان، از شاگردان تربیت شده زیر نظر مهدوی-امیری هستند.